# Stubbekøbing Motorcykel- og Radiomuseum
Stubbekøbing Motorcykel- og Radiomuseum er et teknisk museum i Stubbekøbing på Nordfalster. Det viser historiske motorcykler og radioer og rummer Nordeuropas største samling af veteranmotorcykler.

## Historie
En lokal malermester ved navn Erik Nielsen skænkede i 1976 sin samling af historiske motorcykler til den daværende Stubbekøbing Kommune mod at få stillet udstillingslokaler til rådighed. Året efter blev Stubbekøbing Motorcykelmuseum indviet. Den oprindelige samling omfattede 80 motorcykler, men samlingen er i dag på 230 maskiner.
I 1983 blev museet udvidet med en samling af gamle radioer, højtalere, grammofoner og fjernsyn, der blev skænket af en anden samler ved navn Benny Ahlburg.

## Udstilling
Den ældste motorcykel i samlingen er en dansk motorcykel, der stammer fra 1897. Motorcykelmærkerne stammer fra Belgien, Danmark, DDR, Frankrig, Italien, Japan, Schweiz, Spanien, Storbritannien, Sverige, Tyskland, USA og Østrig.
Udover hele motorcykler udstilles også omkring 60 løse motorcykelmotorer og 25 knallerter.
Den ældste udstillede radio er fra omkring 1920, og samlingen viser udviklingen af radio, tv og højtalere indtil i dag.